# Inga-Lena Fischer

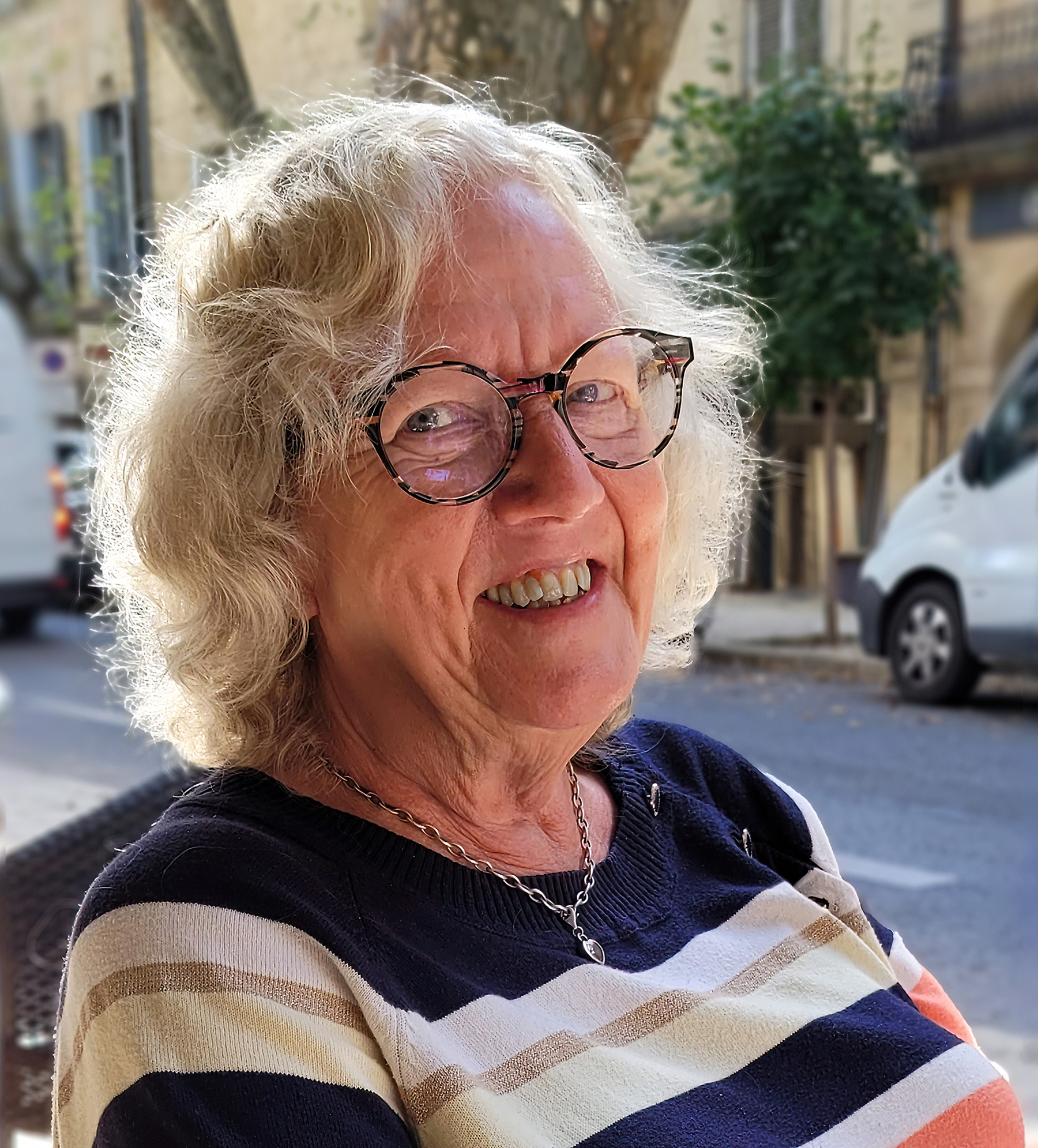
Journalisten och politiska chefredaktören Inga-Lena Fischer, Karlskrona. Foto: Privat.

Inga-Lena Maryann Fischer, född 25 april 1948 i Nora stadsförsamling, Örebro län, död 22 februari 2024, var en svensk journalist och moderator. Fischer blev ledarskribent 1992 och politisk chefredaktör 2004 på oberoende liberala Blekinge Läns Tidning. Tidigare har hon varit bland annat andreredaktör på tidningen.
Hon var bosatt i Karlskrona. Inga-Lena Fischer var verksam journalist i drygt femtio år, sedan 1966. Hon var engagerad i utvecklingen i Öst- och Centraleuropa. Fischer var med och bildade i Karlskrona en av de första Svensk-Litauiska lokalföreningarna och har grundat Svensk-Ukrainska föreningen i Karlskrona, som arbetar med kunskapsöverföring och organisationsutveckling. Hon har varit projektledare på Östersjöinstitutet och i ett projekt med journalister i Litauen. Dessutom var hon ledamot av styrelsen i Forum Syd (numera ForumCiv) samt ordförande i dess Beredningsgrupp Europa.
Inga-Lena Fischer har varit styrelseledamot i Svenska Journalistförbundet och ordförande i journalistklubben på Blekinge Läns Tidning Hon var även suppleant i Journalistfonden, vice ordförande i Södra Journalistföreningen och korresponderande ledamot i Kungliga Örlogsmannasällskapet. Tidigare har hon medverkat i nyhetspanelen i Godmorgon, världen! i Sveriges Radio P1. Hon medverkade i dokumentären Vår statsminister är mördad om Olof Palme, som visades i TV 4 våren 1996, där hon bland annat berättade att hon när hon fick beskedet om mordet reagerade genom att ställa sig "rätt upp i sängen, inte på golvet som normalt utan i sängen". Hon citeras relativt ofta i olika pressklipp i andra tidningar gjorde sig känd som en stark kritiker av Sverigedemokraterna. Efter sin tid på Blekinge Läns Tidning var hon aktiv i Liberalerna och valdes till riksdagskandidat för Blekinge 2018 och kandiderade till EU-parlamentet 2019.
Hon var gift med Lars Fischer.